# Leste Maranhense
Leste Maranhense è una mesoregione dello Stato del Maranhão in Brasile.

## Microregioni
È suddivisa in 6 microregioni:
- Baixo Parnaíba Maranhense
- Caxias
- Chapadas do Alto Itapecuru
- Chapadinha
- Codó
- Coelho Neto